# Cacoscelis marginata
Cacoscelis marginata es una especie de escarabajo pulga de la familia Chrysomelidae. Habita en el Perú.

## Subespecies
Estas dos subespecies pertenecen a la especie Cacoscelis marginata:
- Cacoscelis marginata binotata (Illiger, 1807)
- Cacoscelis marginata marginata (Fabricius, 1775)